# كريس لونغ
كريس لونغ (بالإنجليزية: Chris Long)‏ (و. 1985  م) هو لاعب كرة قدم أمريكية، من الولايات المتحدة، ولد في سانتا مونيكا، كاليفورنيا، يلعب كطرف دفاعي ‏.

## التعليم
تعلم في St. Anne's-Belfield School ‏، وجامعة فرجينيا (2004–2008).

## روابط خارجية
- كريس لونغ على موقع إي إس بي إن.كوم (أن.أف.أل)3
- كريس لونغ على موقع مرجع كرة القدم المحترفة.كوم (الإنجليزية)